# Gnathang
Gnathang ou Nathang est un village indien situé dans l'état indien du Sikkim,District du Sikkim oriental.
En 2011, il comptait 8860 habitants (dont 7455 hommes pour 1405 femmes) et 913 ménages.

## Histoire
Le 21 mai 1888, bataille de la vallée de Gnathang entre Tibétains et le corps expéditionnaire britannique.